# مارك كايلور
مارك كايلور (بالإنجليزية: Mark Kaylor)‏ مواليد 11 مايو 1961 في لندن، إنجلترا، هو ملاكم محترف إنجليزي سابق صنّف ضمن فئة الوزن المتوسط. سبق أن شارك في دورة الألعاب الأولمبية الصيفية سنة 1980.

## المسيرة الاحترافية
من نزالاته:
- انتصر على تومي تايلور بالضربة الفنية القاضية (1987).

## إحصائيات
خاض خلال مسيرته 48 نزالا، فاز في 40 وتعادل في 1 وخسر في 7. فاز بالضربة القاضية في 34 نزالا.

## روابط خارجية
- مارك كايلور على موقع بوكس ريك (الإنجليزية) (registration required)
- مارك كايلور على موقع أوليمبيديا (الإنجليزية)
- مارك كايلور على موقع اللجنة الأولمبية البريطانية (الإنجليزية)